# Florent Marchet

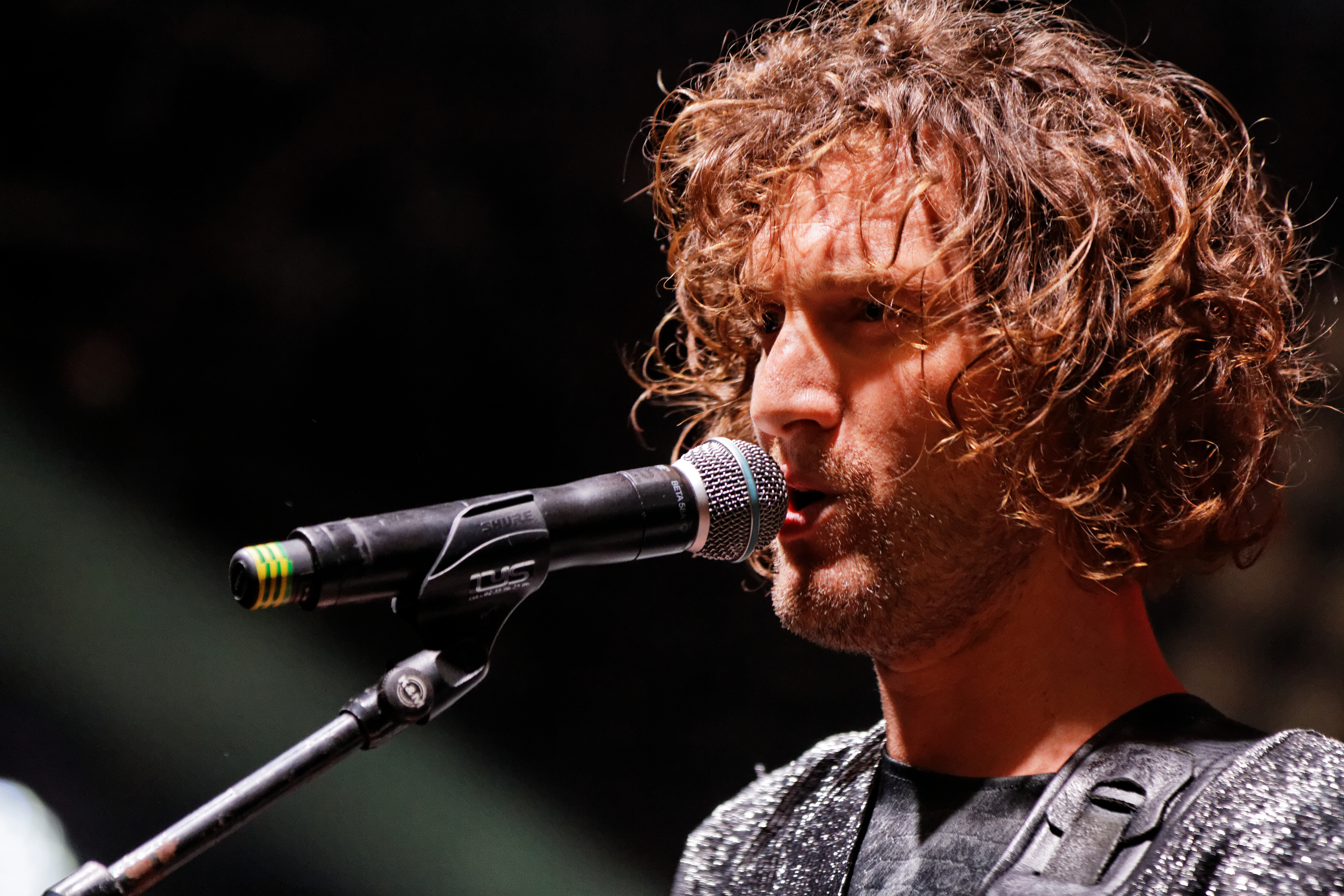
Florent Marchet, 2014

Florent Marchet (* 21. Juni 1975 in Bourges, Frankreich) ist ein französischer Singer-Songwriter, Komponist und Schriftsteller.

## Leben
Florent Marchet stammt aus einer musikalischen Familie. Im Alter von fünf Jahren erlernte er das Klavier. Später studierte er am conservatoire de musique et de danse de Bourges Musik. Anschließend spielte er ab 1996 für unterschiedliche Bands, in kleineren Bars, Theatern und Konzerten mit. Während dieser Zeit erlernte er weitere Instrumente wie Gitarre, Bass, Mandoline und Akkordeon. Ab 2001 konzentrierte er sich auf das Schreiben eigener Songs und veröffentlichte 2004 mit Gargilesse sein erstes Album. Nachdem er mit Rio Baril, Courchevel und Noël's Songs drei weitere musikalische Werke veröffentlichte, debütierte er in dem französischen Film À moi seule als Filmkomponist.
Er arbeitet unter anderem mit dem französischen Schriftsteller Arnaud Cathrine zusammen, mit dem er 2008 das Hörbuch Frère Animal veröffentlichte.

## Diskografie

### Alben
| Jahr | Titel        | Höchstplatzierung, Gesamtwochen, AuszeichnungChartplatzierungen (Jahr, Titel, Platzierungen, Wochen, Auszeichnungen, Anmerkungen) | Höchstplatzierung, Gesamtwochen, AuszeichnungChartplatzierungen (Jahr, Titel, Platzierungen, Wochen, Auszeichnungen, Anmerkungen) | Anmerkungen |
| Jahr | Titel        | FR | BEW | Anmerkungen |
| ---- | ------------ | --- | --- | ----------- |
| 2004 | Gargilesse   | FR140 (3 Wo.)FR | — |             |
| 2007 | Rio Baril    | FR90 (4 Wo.)FR | — |             |
| 2010 | Courchevel   | FR35 (7 Wo.)FR | — |             |
| 2014 | Bambi Galaxy | FR36 (3 Wo.)FR | BEW35 (6 Wo.)BEW |             |
| 2022 | Garden Party | FR77 (2 Wo.)FR | — |             |

Weitere Alben
- Noël’s Songs (2011)

### Singles
| Jahr | Titel Album          | Höchstplatzierung, Gesamtwochen, AuszeichnungChartplatzierungen (Jahr, Titel, Album, Platzierungen, Wochen, Auszeichnungen, Anmerkungen) | Höchstplatzierung, Gesamtwochen, AuszeichnungChartplatzierungen (Jahr, Titel, Album, Platzierungen, Wochen, Auszeichnungen, Anmerkungen) | Anmerkungen        |
| Jahr | Titel Album          | FR | BEW | Anmerkungen        |
| ---- | -------------------- | --- | --- | ------------------ |
| 2011 | Des hauts, des bas – | — | BEW40 (1 Wo.)BEW | mit Gaëtan Roussel |

## Filmografie
- 2012: À moi seule
- 2015: Neun Tage im Winter (Neuf jours en hiver)

## Werke
- 2008: Frère Animal (Editions Verticales)
- 2008: Fantaisie Littéraire (Le bec en l’air)
- 2012: Coquillette la Mauviette